# Милан Јовановић Пинки
Милан Јовановић, познат и као Пинки и Папа Пинказ (Пирот, 19. јул 1978 — Пирот, 23. јун 2025) био је српски репер и кошаркаш.

## Биографија и каријера
Рођен је 1978. године у Пироту где је и одрастао и завршио основну и  Економску школу, 1997. године. Део живота провео је у Нишу, где је студирао на Факултету спорта и физичког васпитања.
Спортску каријеру започео је 1994. године када је са шеснаест година дебитовао за први тим КК Пирот тренера Драгана Филиповића, а кроз каријеру играо је са Миланом Тодоровићем Пижоном, Ивицом Лакићевићем, Миланом Андоновићем, Владимиром Јовановићем, Мариом Стефановићем, Миланом Павловићем и осталим кошаркашима који су обележили крај 20. и почетак 21. века КК Пирот.
Током сезоне 2000/2001. Јовановић је био најбољи стрелац екипе и важио је за најбољег у тиму. Укупно је одиграо осам сезона за КК Пирот, уз једну проведену у нишком Студенту. Поред наступа за сениорску екипу играо је са успехом Mc Donald`s и јуниорску Супер лигу Србије, као и улични баскет.
Остао је упамћен по својим великим физичким предиспозицијама због којих је био чак и примећен од стране руског кошаркашког клуба Јенисеј Краснојарска. Кошаркашку каријеру прекинуо је изненада 2003. године да би се надаље бавио реп и алтернативном музиком. Из кошаркашког клуба Пирот истакли су да је Јовановић био један од најталентованијих играча икада из њиховог клуба. 
Музиком је почео да се бавио 2003. године, током каријере снимио је велики број песама са музичарима као што су Шкабо, Чода, Шваба, Шампита, Илегал, Шед, Маркониеро, Крукс, Оза, Пудла и други. Поред реповања, водио је хип хоп радио емисију под називом Хип хоп лига, преко које је представио велики број хип хоп уметника, а снимљене су двадесет и две емисије. 
Године 2010. у Пироту је организовао хип хоп фестивал под називом Хип хоп лига, на којем је наступио већи број музичара из читаве Србије. Залагао се за промоцију хип-хоп културе Пирота и југа Србије.
Преминуо је 23. јуна 2025. године у 47. години живота у Пироту, где је и сахрањен дан касније на Новом пазарском гробљу.

## Песме и синглови
- Нема предаје (2003)
- Прича са југа са Чодом (2004)
- Свет у курцу + машина са Чодом (2005)
- Zoom (Weed song) са Чодом и Озом (2005)
- Стара фора са Чодом и Озом (2005)
- Никад нећу стати са Чодом и Пудлом (2006)
- Минџо, а волео сам те са Маркониером (2007)
- Дај тај садржај са Финтом (2008)
- Мафија-мафија са Озом (2009)
- Из патике изува са Озом и Чодом (2009)
- Небулозе са Круксом и Финтом (2010)
- Гето бетон (2010)
- Реп журка са Шкабом (2011)
- Град бетон са Шедом (2012)
- Улични ратници са Швабом и Шампитом (2012)
- High as a sky са Шедом (2013)
- Пинки је видео Тита са Чодом
- Схвати (неприхватљиво) са Илегалом